# 大起証券
大起証券株式会社（だいきしょうけん）は、愛知県名古屋市中区錦に本社を置く金融商品取引業者。

## 概略
1950年8月に、「栄不動産株式会社」として設立され、その後、増資を繰り返して、2021年に大起証券となった。現在、大起証券は、個人向けに商品デリバティブ取引（CX）、くりっく365（FX）、くりっく株365（CFD）のサービスを展開している。

## 沿革
- 1950年8月 - 「栄不動産株式会社」として設立
- 1951年12月 - 会社名を「大起産業株式会社」に商号変更
- 1952年2月 - 仲買人登録し受託業務を開始
- 1963年3月 - 大起産業は本社を現在地に移転
- 1971年1月 - 商品取引所法改正に基づき商品取引員として改めて許可
- 1976年1月 - 金沢支店開設
- 1983年1月 - 大阪支店開設
- 1984年6月 - 資本金9,800万円
- 1984年10月 - 東京支店開設
- 1990年12月 - 資本金3億5,000万円
- 1991年8月 - 資本金5億8,000万円
- 1994年7月 - 資本金6億3,000万円
- 2000年9月 - 大起産業が50周年記念式典を開催
- 2005年4月 - 改正商品取引所法に基づき、改めて商品取引受託業務の許可
- 2009年9月 - 取次取引員に業態変更
- 2010年12月 - 商品先物取引法に基づき商品先物取引業者の許可
- 2011年4月 - 取引所為替証拠金取引「くりっく365」の媒介業務のサービスを開始
- 2012年12月 - 金沢支店を富山市に移転し、北陸ICと名称変更
- 2012年12月 - 東京支店を東京都台東区に移転し、関東ICと名称変更
- 2013年12月 - 金融商品仲介業者に業態変更
- 2014年1月 - 取引所株価指数証拠金取引「くりっく株365」の仲介業務のサービスを開始
- 2020年4月 - 金融商品取引業者に業態変更
- 2020年6月 - 第一種金融商品取引業者に業態変更
- 2020年8月 - 取引所株価指数証拠金取引「くりっく株365」の媒介業務のサービス開始
- 2021年12月 - 「くりっく365」および「くりっく株365」の取次サービスを開始
- 2021年10月 - 会社名を「大起証券株式会社」に商号変更
- 2022年1月 - 大起証券を所属金融商品取引業者として、てらす証券アドバイザーズ株式会社が金融商品仲介業開始

## 加入団体
- 日本証券業協会
- 日本投資者保護基金
- 一般社団法人 金融先物取引業協会
- 日本商品先物取引協会
- 日本商品委託者保護基金
- 日本商品先物振興協会
- FIAジャパン